# Gastronomía del Magreb

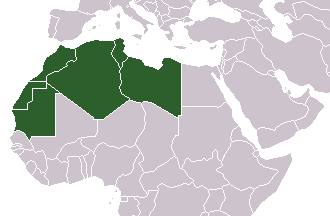
El Magreb, la parte occidental del mundo árabe.

La gastronomía del Magreb corresponde a las prácticas culinarias de los países y las etnias de la región del Magreb, en el noroeste de África. Las cocinas del Magreb tienen en su parte más septentrional características típicas de la cocina mediterránea, mientras que se entroncan con parte de las cocinas africanas. Posee gran influencia de los nativos bereberes, de los árabes, e incluso de la cocina turca (con excepción de la cocina marroquí) debido a la expansión del Imperio otomano, y por eso se pueden ver las dolmas y los baclava en muchas de sus regiones.

## Ingredientes
Los alimentos empleados están marcados por las normas halal del Islám, por esta razón no se come el cerdo, pero si existe como denominador común la carne de cordero y las aves. El más afamado y común de los ingredientes magrebíes es el cuscús. Algunos de los condimentos más comunes del Magreb son la pasta harîssa y  el marinado de los pescados, que tiene el Chermoula como ingrediente básico en todas las regiones. El empleo de la menta en platos con carne es muy pronunciado en la cocina marroquí, así como en el este de Argelia y Túnez. Los tres países, Marruecos, Argelia y Túnez, han adoptado la técnica de preservación y secado de la carne denominada gedîd, en las que las especias son mezcladas con la carne y la sal, y todo ello se deja secar al sol.
El instrumento común a las cocinas del Magreb es el tayín, omnipresente en todos las comedores, restaurantes y lugares de comida. El empleo de cuscús hace que la cuscusera esté igualmente presente en muchas cocinas del Magreb. También es frecuente el uso como condimento del aceite de argán.

## Gastronomías por país

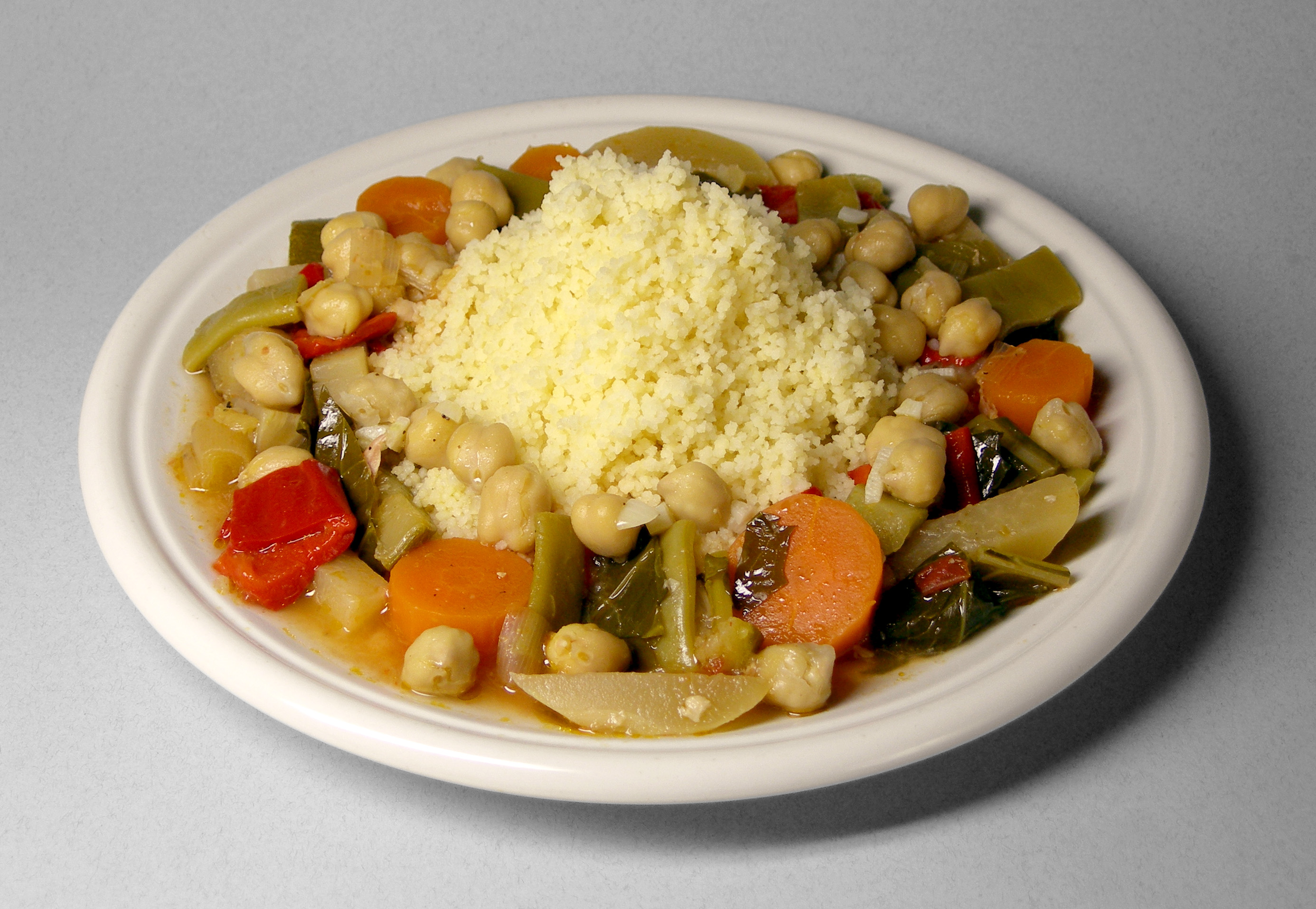
Cuscús (el ingrediente más común en las gastronomías del Magreb), con garbanzos y verduras.

Las gastronomías del Magreb compuestas por los países de la región del norte de África que comprende:
- Gastronomía de Argelia.
- Gastronomía de Libia.
- Gastronomía de Marruecos.
- Gastronomía de Mauritania.
- Gastronomía del Sahara Occidental.
- Gastronomía de Túnez.

## Gastronomías de las etnias
Existen, no obstante otros grupos étnicos que sin estar dentro de la circunscripción de un único país componen también parte de la cocina magrebí, un ejemplo es la etnia bereber que poseen sus propias costumbres culinarias: gastronomía bereber.